# 古太古代
| 累代        | 代       | 基底年代 Mya |
| ----------- | -------- | ------------ |
| 顕生代      | 新生代   | 66           |
| 顕生代      | 中生代   | 251.902      |
| 顕生代      | 古生代   | 541          |
| 原生代      | 原生代   | 2500         |
| 太古代      | 新太古代 | 2800         |
| 太古代      | 中太古代 | 3200         |
| 太古代      | 古太古代 | 3600         |
| 太古代      | 原太古代 | 4000         |
| 冥王代      | 冥王代   | 4600         |
| 1. 2. 3. 4. |          |              |

古太古代（こたいこだい、英：Paleoarchean）は、36億年前から32億年前にあたる太古代の地質時代の一つ。なお、地球上の特定の岩石層を参照したものではない。
名称はギリシア語で「古代の」を意味する"Palaios"に由来する。

## 生物
確認された最古の生命である化石化した細菌の微生物マットは、この時代の34.8億年前のもので、西オーストラリア州から発見された。

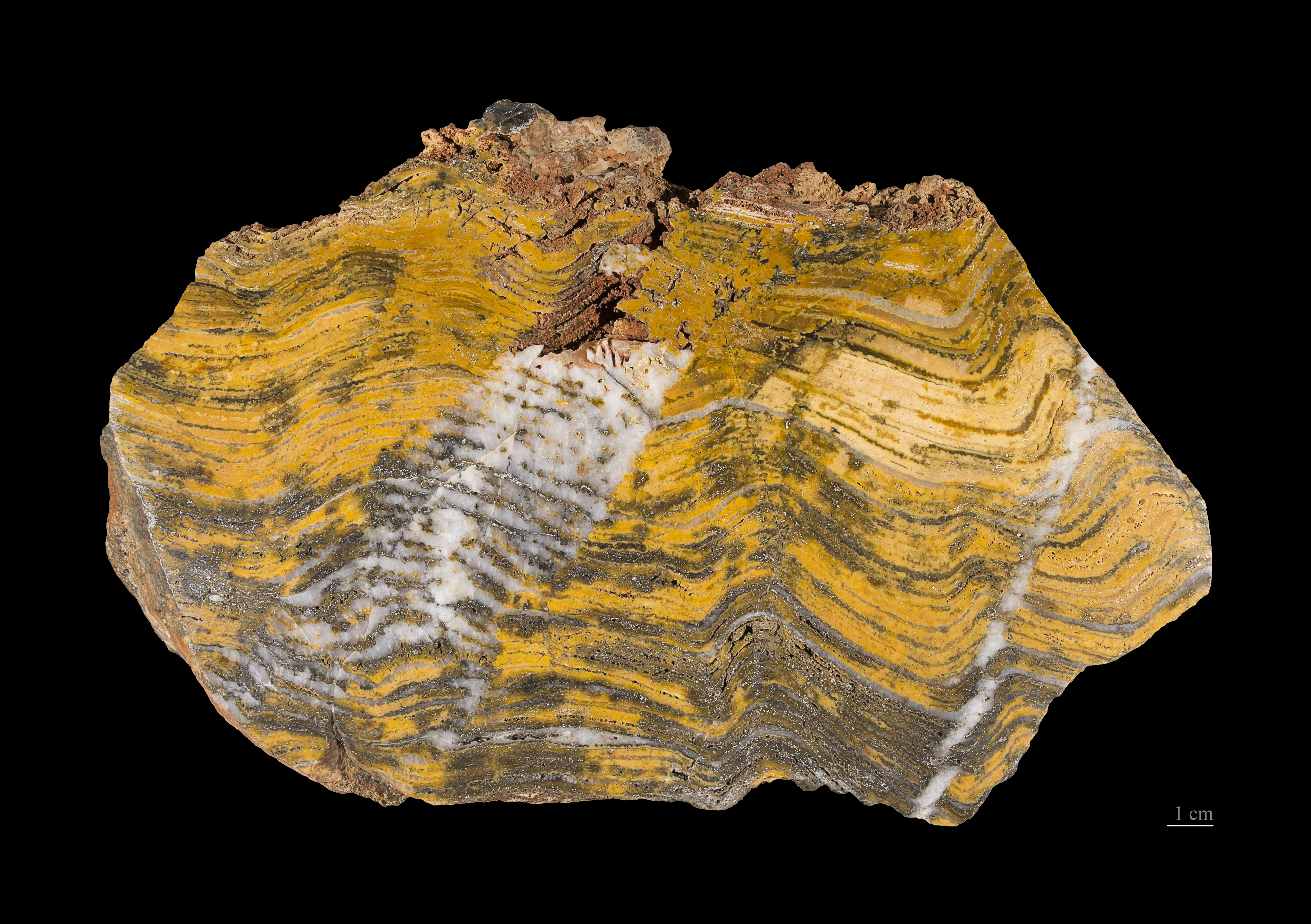
古太古代の微生物マットから形成されたストロマトライト。西オーストラリア州のピルバラクラトンで出土

## 出来事
最初の超大陸であるバールバラ大陸ができる。
32.6億年前には直径約37-58 kmの大きな小惑星がアフリカ南部に衝突し、バルバートン緑色岩帯として知られる構造を作った。